# 新塞利夫卡 (哈爾科夫區)
49°40′28″N 35°50′59″E / 49.67444°N 35.84972°E
新塞利夫卡（烏克蘭語：Новоселівка）是位於烏克蘭東部的村莊，由哈爾科夫州哈爾科夫區的新沃多拉哈市鎮負責管轄。該村面積3.61平方公里，海拔高度125米，2001年人口2,882，人口密度每平方公里798.3人。